# John Sayles
John Thomas Sayles (ur. 28 września 1950 w Schenectady w stanie Nowy Jork) – amerykański scenarzysta, reżyser, aktor i montażysta filmowy; pisarz. Zasłynął jako twórca tzw. kina niezależnego. Dwukrotnie nominowany do Oscara za scenariusz do filmów: Wygrać z losem (1992) oraz Na granicy (1996; za scenariusz do tego filmu otrzymał również nominację do Złotego Globu).

## Filmografia
Reżyser:
- Return of the Secaucus 7 (1980)
- Lianna (1983)
- Baby, to jesteś ty (1983)
- Brat z innej planety (1984)
- W szachu (1987)
- Ośmiu z zespołu (1988; lub inny tytuł – Spisek ośmiu)
- Miasto nadziei (1991)
- Wygrać z losem (1992)
- Tajemnica Roan Inish (1994)
- Na granicy (1996)
- Ludzie z bronią (1997)
- W zawieszeniu (1999)
- Miasto słońca (2002)
- Dom nadziei (2003)
- Silver City (2004)
- Honeydripper (2007)
- Amigo (2010)
- Go for Sisters (2013)

Scenariusz:
- Pirania (1978; reż. Joe Dante)
- Aligator (1980; reż. Lewis Teague)
- Bitwa wśród gwiazd (1980; reż. Jimmy T. Murakami)
- Skowyt (1981; reż. J. Dante)
- Wyzwanie (1982; reż. John Frankenheimer)
- Klan niedźwiedzia jaskiniowego (1986; reż. Michael Chapman)
- Dzikus (1987)
- Włamanie (1989; reż. Bill Forsyth)
- Najemnicy (1994; reż. Perry Lang)
- Kroniki Spiderwick (2008; reż. Mark Waters)

oraz poza tym jest autorem scenariuszy do wszystkich wyreżyserowanych przez siebie filmów (tytuły wymienione wyżej).